# Ritratto di uomo anziano
Il Ritratto di uomo anziano è un affresco staccato su embrice di terracotta (47x38 cm) diversamente attribuito a Filippino Lippi, o a Domenico Ghirlandaio, databile al 1485 circa e conservato nella Galleria degli Uffizi a Firenze.

## Storia e descrizione
L'opera è citata negli inventari del 1784 e 1825 con l'attribuzione a Masaccio. L'uomo ritratto sembra essere un membro di  un ordine religioso, forse di un terz'ordine. La pittura rispecchia il realismo che pervase la pittura fiorentina dell'epoca, sulla esemplificazione della pittura fiamminga, che arrivava tramite gli scambi commerciali delle famiglie fiorentine con i Paesi Bassi.
L'uomo ritratto è voltato di tre quarti verso sinistra, con uno sguardo concentrato verso qualcosa e il volto segnato dai segni dell'età, ben marcati. Lo sfondo è neutro, di colore azzurrino.
Cavalcaselle ricordò come il dipinto si trovasse anticamente dai Corboli. Altri invece hanno espresso maggiori perplessità, come Luciano Berti, che lo riteneva, assieme all'Autoritratto, un falso sei-settecentesco.